# Германска единна социалистическа партия
Германската единна социалистическа партия (ГЕСП) (на немски: Sozialistische Einheitspartei Deutschlands, съкратено SED) е политическа партия в Германската демократична република.
Възниква в съветската окупационна зона след Втората световна война след принудителното обединяване на германските социалдемократи с германските комунисти. Партията е доминираща политическа и обществена сила в ГДР.

## Създаване
На 21 и 22 април 1946 г. се състои събрание в Берлин, в Адмиралпалас на целия партиен актив на Комунистическата партия на Германия и на части от Социалдемократическата партия (представена от 543 делегати, 103-ма от които са от западните окупационни зони). Участниците комунисти са 507, между които 127 от Западна Германия. Събранието, открито с музиката на Бетовен, слага началото на официалното обединение между 2-те течения на германската левица. Илюстрация за това дава едновременната поява на сцената в Адмиралпалас на Вилхелм Пик и Ото Гротевол и тяхното ръкостискане. Това ръкостискане се превръща и в партийна емблема.
Така възникналата не без намесата на съветските власти партия има 1,3 млн. членове, почти по равно социалдемократи и комунисти. Партийната програма има предимно антифашистка и общодемократична насоченост. На изборите през 1946 г. партията взима най-много гласове, но няма абсолютно мнозинство.